# پیتزو مارومو
پیتزو مارومو (به لاتین: Pizzo Marumo) یک کوه در سوئیس است که در کانتون تیچینو واقع شده‌است. پیتزو مارومو ۲٬۷۹۰ متر بالاتر از سطح دریا واقع شده‌است.